# レイキ (企業)
レイキ株式会社は、かつて存在した日本の業務用冷蔵機器メーカー。

## 沿革
1977年に大分県南海部郡弥生町（現在は佐伯市の一部）で新大和冷機工業株式会社（しんだいわれいきこうぎょう）として設立。
レイキ株式会社社長の御手洗正國は大和冷機工業創設者である尾崎茂の実弟である。御手洗自身も大和冷機工業の営業責任者であったが、後に自身で新大和冷機工業を設立。
1983年に佐伯市の企業誘致に応えて移転、レイキ株式会社に社名変更。バブル絶頂期だった1989年頃までは順調だったが、バブル崩壊と競争激化で業績が悪化。1996年の病原性大腸菌O157による食中毒事件でもたらされた特需で一時は持ち直したが、長くは続かなかった。
2000年に入ると資金事情はさらに悪化。その結果、給料の遅配が相次いだことから従業員が大量に流失。同年12月18日、関連会社4社と共に自己破産の申し立てをするに至った。負債は単体で69億406万円、グループ全体で89億5743万円。

## 破産宣告後
元従業員が立ち上げたのがビーエム株式会社。旧レイキ製品は同社がアフターサービスを継承している。